# Вишневіт
Вишневіт — мінерал класу силікатів групи фельдшпатоїдів, алюмосилікат натрію і кальцію.

## Загальний опис
Кінцевий член безперервного ізоморфного ряду канкриніту, Na6Ca2[AlSiO4]6(CO3)2•(1-5)Н2O.
Проміжні члени: сульфат-канкриніт (80-50 % канкринітової компоненти), карбонат-вишневіт (50-20 %). Домішки К, Cl.
Сингонія гексагональна.
Колір вишневіту — ясно-блакитний до голубувато-синього. Блиск скляний, на зламі жирний. Спайність середня до довершеної. Крихкий.